# Castellafiume
Castellafiume là một đô thị thuộc tỉnh L'Aquila trong vùng Abruzzo Ý. Đô thị này có diện tích 24 km², dân số 1049 người. Các đô thị giáp ranh gồm: Capistrello, Cappadocia, Filettino (FR), Tagliacozzo.